# Battle of the Sexes (pel·lícula del 2017)
Battle of the Sexes és una pel·lícula biogràfica i d'esports de 2017 dirigida per Valerie Faris i Jonathan Dayton i escrita per Simon Beaufoy. El film està basat en el partit de tennis de 1973 entre Billie Jean King i Bobby Riggs i és protagonitzat per Emma Stone i Steve Carell com a King i Riggs respectivament, liderant un elenc que incloïa Andrea Riseborough, Elisabeth Shue, Austin Stowell, Bill Pullman, Natalie Morales, Eric Christian Olsen i Sarah Silverman en els papers secundaris.
Es va preestrenar al Festival de Cinema de Telluride el 2 de setembre de 2017, i va ser estrenat als Estats Units de la mà de Fox Searchlight Pictures el 22 de setembre de 2017.

## Sinopsi
La pel·lícula gira entorn del partit que va enfrontar a Billie Jean King (Emma Stone) i Bobby Riggs (Steve Carell) l'any 1973, entrellaçant aquests fets amb les vides personals dels protagonistes.
King i Gladys Heldman (Sarah Silverman) s'enfronten a Jack Kramer (Bill Pullman) que ha anunciat un torneig de tennis en el qual el premi major per a les dones és una vuitena part del premi masculí, malgrat la igualtat en la venda d'entrades entre els dos esdeveniments. King i Heldman amenacen amb començar la seua pròpia gira, però Kramer no canviarà els termes, fent esment a la inferioritat del tennis femení. Sent així que King i Heldman decideixen crear una nova associació femenina de tennis al marge de l'oficial i com a conseqüència Kramer les expulsa. La gira de les dones té problemes fins que Heldman guanya un lucratiu patrocini per part de Virginia Slims cigarrets. Billie Jean comença una aventura amorosa amb Marilyn Barnett (Andrea Riseborough), la seua perruquera, amenaçant el seu matrimoni amb Larry King (Austin Stowell). Mentrestant, el matrimoni de Riggs amb la rica Priscilla Wheelan (Elisabeth Shue) està en problemes a causa de la seua addicció al joc. Fet fora de la seua casa quan no pot ocultar un Rolls Royce que havia guanyat en una aposta relacionada amb el tennis, es topa amb la idea d'un desafiament contra la jugadora més important, presumint que fins i tot als 55 anys pot vèncer a qualsevol dona. King declina l'oferta en un principi, i llavors Riggs persuadeix a Margaret Court (Jessica McNamee), que recentment havia derrotat King en la final del torneig femení de Virginia Slims. Riggs derrota fàcilment a Court i King decideix que ella ha d'acceptar el seu desafiament.